# Ptiloniola tripunctulata
Ptiloniola tripunctulata är en tvåvingeart som först beskrevs av Karsch 1887.  Ptiloniola tripunctulata ingår i släktet Ptiloniola och familjen borrflugor. Inga underarter finns listade i Catalogue of Life.